# Child's Anthem
Child's Anthem es una canción instrumental de la banda de rock estadounidense Toto. Lanzada el 1978 en el primer álbum de la banda llamado Toto.

## Información
Es la primera canción del primer disco de Toto. Es una de las más conocidas de la banda y una de las pocas instrumentales sin participación vocal. (Entre ellas están Don't Stop Me Now, Jake To The Bone y Dave's Gone Skiing).

## Uso en los medios
En Chile, la canción fue usada por la apertura entretenimiento de video Video Chile durante 1984 hasta 1989.

## Apariciones en vivo
Ha aparecido en la mayoría de las giras, las cuales son:
- Toto World Tour
- Hydra World Tour
- Toto IV World Tour
- Planet Earth World Tour
- Past to present Tour
- Kingdom Of Desire World Tour
- Mindfields World Tour
- 25th Anniversary World Tour

- Datos: Q5766261